# Emily J. Harding
Emily Jane Harding Andrews (1850–1940) fue una artista, ilustradora y sufragista británica. Fue miembro de la Liga de Sufragio de Artistas.

## Biografía
Harding nació en 1850 en Brístol, Inglaterra. Estudió en Clifton Ladies 'College y en la Bristol School of Art.

## Carrera
Al principio de su carrera se especializó en miniaturas. Una fue incluida en la exposición de la Royal Academy en 1877. A mediados de la década de 1880, Harding había cambiado el enfoque de su ilustración, a menudo ilustrando libros para niños, incluyendo Hand in Hand in Children's Land (1887) de S. y E. Lecky, The Little Ladies (1890) de Helen Milman, Merry Moments (1892) de Rose E. May, y The Disagreeable Duke (1894) de Eleanor Davenport Adams. Generalmente usaba su apellido de soltera, aunque existen excepciones. Su traducción e ilustraciones para "Cuentos de hadas de los campesinos y pastores eslavos" (ISBN 1909302554) permanecen en impresión.
Se involucró con la Liga de Sufragio de Artistas, diseñando carteles para la causa. También firmó una carta al editor de The Guardian en 1908, denunciando el uso de la violencia física contra activistas, junto con la artista y sufragista Mary Sargant Florence.

## Vida personal
En 1879 se casó con su compañero artista Edward William Andrews. Su esposo murió en 1915, y ella finalmente emigró a Australia. Falleció en 1940 en Sutherland Shire.

## Galería

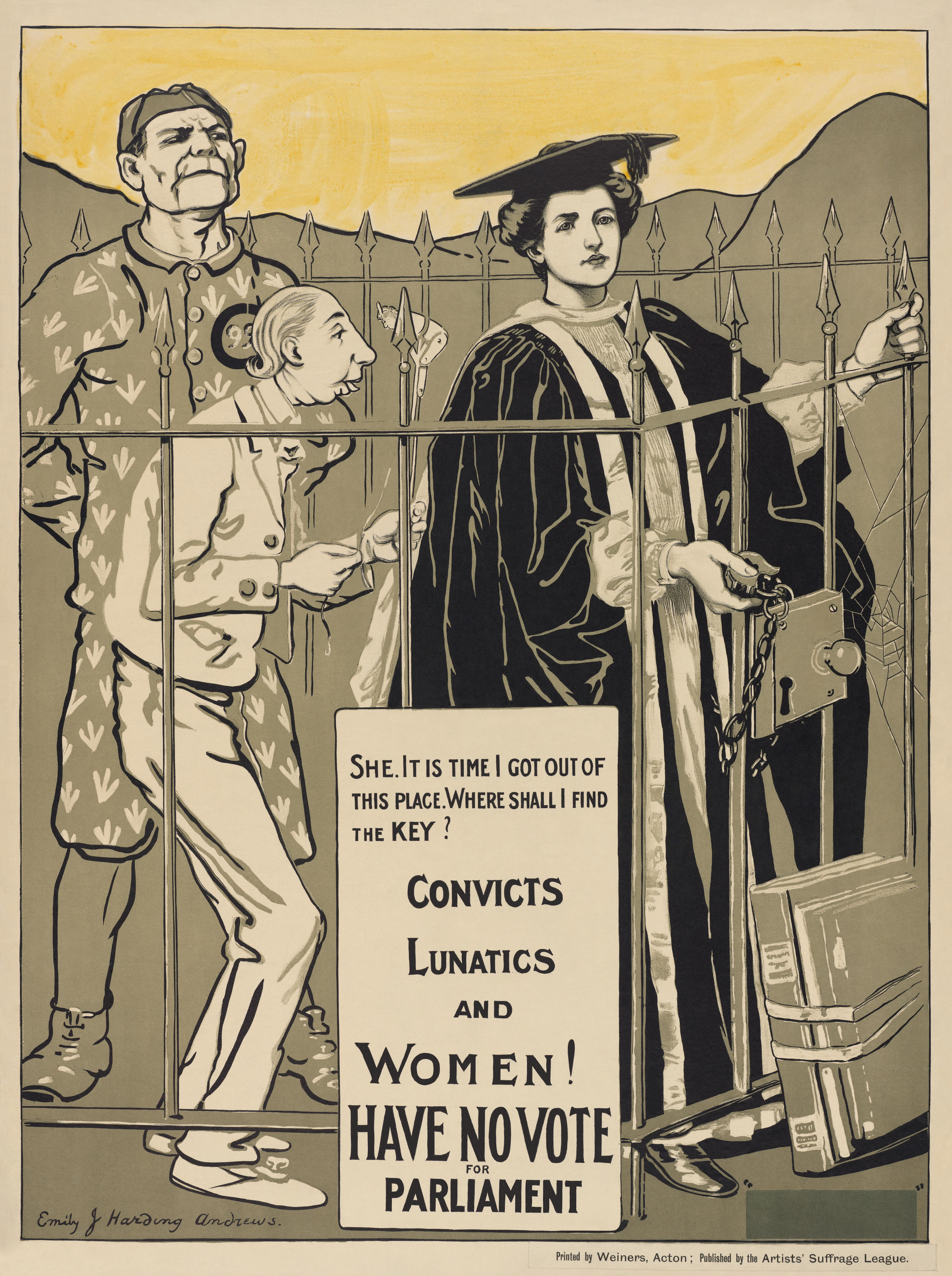
"¡Convictos lunáticos y mujeres! No tengan voto para el Parlamento" - Cartel pro sufragista de Harding, c. 1907-18
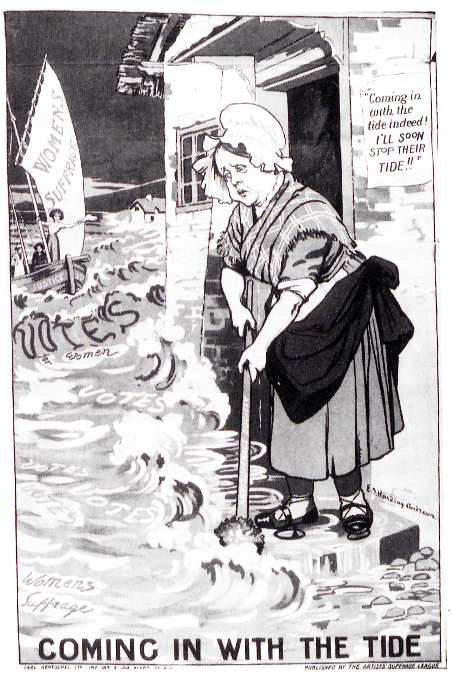
La señora partington
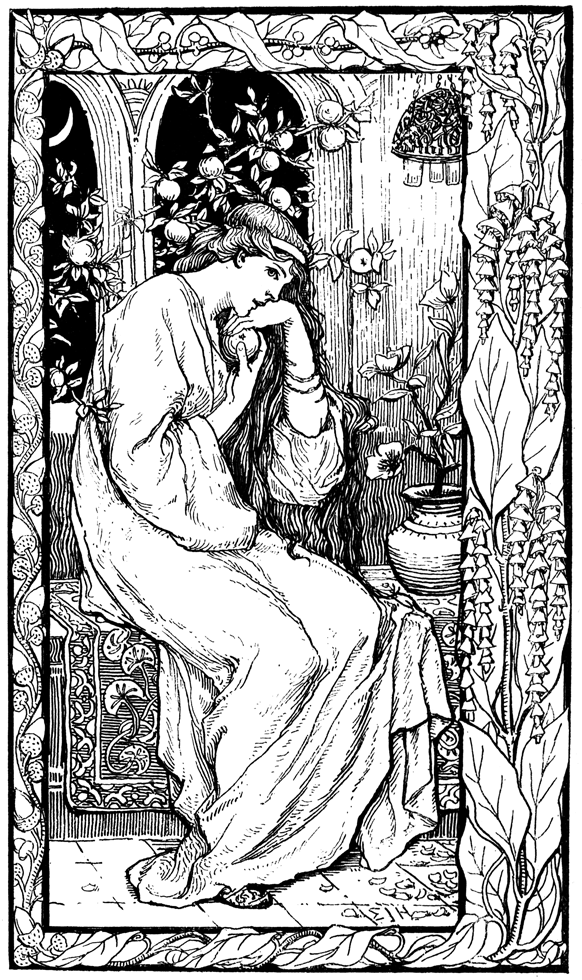
Frontispicio de "Cuentos Eslavos"